# Ader (anatomie)

kleppen in een ader

Dwarsdoorsnede van een ader met een terugslagklep

Een ader of vene is een bloedvat dat zorgt voor de terugvoer van het (aderlijk of veneus) bloed naar het hart. Het bloed stroomt hier rustiger dan in een slagader en onder lage druk. Aderen zijn wijder dan slagaders (of arteriën) van dezelfde vertakkingsgeneratie, en er zijn er ook vaak meer van. De wanden van aderen zijn minder dik dan die van slagaders, omdat de druk van het bloed tegen de aderwanden veel lager is dan die tegen de slagaderlijke (of arteriële) wanden. Aderen liggen vaker aan de oppervlakte van het lichaam, terwijl slagaderen meestal veel dieper liggen. Veel aderen hebben kleppen die ervoor zorgen dat het bloed niet de verkeerde kant op stroomt, van het hart af. De aderen bevatten zuurstofarm bloed, behalve de longader (vena pulmonalis) en de navelstrengader (vena umbilicalis). Deze leiden namelijk het bloed terug van respectievelijk de longen en de placenta naar het hart en bevatten zuurstofrijk bloed.
Een bijzonder type ader is de poortader (vena portae), die bloed van de darmen naar de lever vervoert. Alle andere aderen vervoeren bloed rechtstreeks naar het hart toe. Het bloed uit de poortader komt vanuit de darmen en gaat eerst langs de lever, zodat de lever het bloed kan zuiveren. Wanneer het bloed de lever gepasseerd is, stroomt het de vena cava inferior (onderste holle ader) in. De beide venae cavae, de onderste en bovenste holle ader, zijn de grootste aderen van het lichaam en kunnen worden beschouwd als de veneuze tegenhanger van de aorta. Het geheel van venen wordt ook wel het veneuze systeem genoemd. Samen met het arteriële systeem (de slagaderen) zorgt het voor de bloedsomloop.
De anatomische opbouw van een ader is als volgt:
(van binnen naar buiten)
- tunica intima
- tunica media
- tunica adventitia/adventicia

## Spataderen
Spataderen zijn verwijde aderen. Meestal zijn dit aderen in de benen, waarvan de wand verzwakt is. De kleppen in de aderen sluiten daardoor de ader niet helemaal meer af, waardoor bloed terug omlaag kan stromen. Hierdoor wordt de druk op de wand van de ader nog groter, waardoor deze nog meer zal verwijden. Deze verwijde aderen zijn vaak aan de oppervlakte van het been te zien als kleine of grote kronkelende, soms blauwgekleurde vaten.